# Medellín (rivier)
De Medellín (Spaans: Rio Medellín) of (Rio) Aburrá, in de benedenloop (Rio) Porce genoemd (vanaf Barbosa), is een rivier die de gelijknamige Colombiaanse miljoenenstad Medellín doorstroomt. De rivier ontstaat op ongeveer 3100 meter op de berg Alto de San Miguel in de gemeente Caldas in het zuiden van het departement Antioquia en ten zuiden van de Valle de Aburrá. Ongeveer 100 kilometer verderop stroomt ze als de Porce uit in de Nechí (zijrivier van de Cauca).

## Het belang van de rivier voor Medellín
De stad Medellín werd aanvankelijk langs de oostoever van de rivier aangelegd. Door de bouw van de Guayaquilbrug kreeg de stad een verbinding met de westoever en werd daarop een van de assen waarlangs de stad zich ontwikkelde. Het belang van de rivier is terug te zien in het feit dat bijna de hele Metro de Medellín de loop van de rivier volgt; alleen bij het centrum buigt de lijn van de rivier af. De rivier is voor een groot deel gekanaliseerd, vanaf de stad Sabaneta tot ongeveer bij het metrostation Caribe, ten noorden van de stad.
Langs de rechteroever bevinden zich een aantal belangrijke gebouwen, zoals het Palacio de Exposiciones y Convenciones (Paleis van Exposities en Conventies), het Centro Internacional de Convenciones (Internationaal Centrum voor Conventies), het Teatro Metropolitano (Metropolitaanse Theater), het gebouw van het water- en gasbedrijf Empresas Públicas de Medellín (EEPPM) en de Universiteit van Antioquia. Op de linkeroever bevinden zich de Cerro Nutibara (Nutibaraheuvel), de arena voor stierengevechten Macarena, de Biblioteca Pública Piloto (openbare bibliotheek van de stad) en de Medellín-afdeling van de Universidad Nacional de Colombia. Rond de brug bij de weg naar Barranquilla bevindt zich het Centrum voor Informatie en Milieueducatie van Medellín, een van de instellingen die zich bezighoudt met het schoonhouden van de rivier.

## Vervuiling
De rivier was berucht vanwege de grote vervuiling. Vanaf 1996, toen van de 100 kilometer nog maar 3 redelijk schoon waren en de rivier zomers erg begon te stinken, werd door lokale burgemeesters ingezet op het verbeteren van de situatie met de overheidsinstelling Mi Rio. Eind jaren 90 werd een zuiveringsinstallatie geopend voor afvalwater ten zuiden van de Valle de Aburrá in Itagüí, hetgeen zo'n groot succes bleek dat de burgemeesters plannen maakten voor de bouw van nog twee van dergelijke installaties en een verbod oplegden aan particulieren en bedrijven om nog langer ongezuiverd afvalwater op de rivier te lozen. Nog altijd is de rivier echter zwaar vervuild en in sommige delen bevat ze geen zuurstof meer. Ook zijn een aantal zijrivieren vervuild. De bouw van een zuiveringsinstallatie ten noorden van de vallei, bij de stad Bello moet de waterkwaliteit verbeteren.